# Manfred Christ
Manfred Christ (* 18. Februar 1940 in Aschaffenburg; † 24. Dezember 2020) war ein deutscher Politiker der CSU. Er war von 1990 bis 2008 Abgeordneter des Bayerischen Landtages.

## Leben
Nach dem Erreichen der Mittleren Reife an der Oberrealschule Aschaffenburg 1958 folgte bis 1961 eine Lehre zum Maschinenschlosser. Hieran schloss sich eine weitere Lehre zum Industriekaufmann bis 1964 an. Er war ab 1969 Handlungsbevollmächtigter und Prokurist in einem Industriebetrieb. Von 1983 bis zu seinem Landtagsmandat 1990 war er selbständig. Manfred Christ war seit 1964 verheiratet, hatte drei erwachsene und verheiratete Kinder und vier Enkelkinder.
Christ war seit 2000 Mitglied im Kuratorium des Forums Deutscher Katholiken.

## Politik
Er trat im Juni 1958 der CSU bei. Christ gehörte von 1958 bis 1976 der Jungen Union an und war in der JU Kreis- und Bezirksvorstand. 1972 wurde er Mitglied des Stadtrates der Stadt Aschaffenburg. Von 1974 bis 2003 war Manfred Christ Ortsvorsitzender der CSU Aschaffenburg Mitte. Ab 1979 war er der stellvertretende Vorsitzende der CSU-Fraktion im Rat und von 1979 bis 1990 auch Pressesprecher. 
Seit 1990 saß er im Bayerischen Landtag für den Wahlkreis Unterfranken (später für den Stimmkreis West/Aschaffenburg und Umgebung). Er war von 1990 bis 1994 Mitglied des Ausschusses für Wirtschaft und Verkehr, von 1994 bis 1998 des Ausschusses für Wirtschaft, Verkehr und Grenzland, von 1998 bis 2003 des Ausschusses für Wirtschaft, Verkehr und Technologie und von 2003 bis 2008 des Ausschusses für Wirtschaft, Infrastruktur, Verkehr und Technologie. Von 1990 bis 2003 war er ebenfalls Mitglied des Ausschusses für Eingaben und Beschwerden (Petitionsausschuss). Ferner war er von 2003 bis 2008 Mitglied des Landesdenkmalrates. Zur Landtagswahl in Bayern 2008 stand er nicht mehr zur Wahl.

## Ehrungen und Auszeichnungen
- 2004: Bayerischer Verdienstorden
- 2006: Bayerische Verfassungsmedaille in Silber[2]